# Anne Aubrey
Anne Aubrey (Londres, Reino Unido, 1 de enero de 1937) es una actriz de cine británica retirada.
Intervino en un buen número de películas, principalmente en las películas de los estudios Warwick Films en la década de 1950 y 1960. Trabajó con Anthony Newley en películas tales como Idle on Parade, Los asesinos del Kilimanjaro, The Bandit of Zhobe (1959), Jazz Boat, Let's Get Married o In the Nick (1960). También hizo un papel en 1961 en el western The Hellions, frente a Richard Todd.
Vive en Wroxham, Norfolk.